# Paulette (film)
Pour les articles homonymes, voir Paulette.
Pour plus de détails, voir Fiche technique et Distribution.
Paulette est une comédie française écrite et réalisée par Jérôme Enrico, sortie en 2012.

## Synopsis
Le film est basé sur une histoire vraie. Paulette, une grand-mère veuve aigrie et raciste, peste contre tous ceux qui l'entourent. Elle vit seule dans une cité HLM de banlieue parisienne au milieu des dealers. Alors qu'elle ne paye plus ses factures à cause de l'insuffisance de sa petite retraite, elle subit un jour une saisie de l'huissier. Pour subsister, elle se voit alors  dans l'obligation de contacter un petit caïd nommé Vito, dealer de la cité, à qui elle demande d'intégrer son trafic de haschich. Les affaires prospérant grâce à son sens des affaires acquis dans un commerce tout au long de sa vie, elle se réconcilie peu à peu avec la vie et les gens, notamment avec sa fille contre qui elle était fâchée, son gendre, un flic noir qu'elle méprisait et haïssait, et son petit-fils métis qu'elle appelait par dédain Bamboula. Elle invente un jour une manière nouvelle d'écouler la drogue avec la complicité de ses amies, de quoi intéresser le mafieux russe Taras pressé de multiplier ses bénéfices.

## Fiche technique
Sauf indication contraire, les informations mentionnées dans cette section peuvent être confirmées par les bases de données cinématographiques IMDb et Allociné,  présentes dans la section « Liens externes ».
- Titre original : Paulette
- Réalisation : Jérôme Enrico
- Scénario : Laurie Aubanel, Jérôme Enrico, Bianca Olsen et Cyril Rambour, d'après une idée originale de Bianca Olsen
- Musique : Michel Ochowiak et Marc Chouarain
- Direction artistique : Christophe Thiollier
- Décors : Pauline Bouvet et Pia Maturana
- Costumes : Agnès Falque et Bernadette Beaudet
- Photographie : Bruno Privat
- Montage : Antoine Vareille
- Son : Jean-Luc Rault-Cheynet, Bruno Reiland et Raphaël Sohier
- Supervision musicale : Elise Luguern
- Effets spéciaux : Georges Démétrau
- Production : Alain Goldman
- Sociétés de production : Légende Films, Gaumont et France 2 Cinéma, avec la participation de Canal+ et de Ciné+
- Sociétés de distribution : Gaumont Distribution (France et international), Zon Audiovisuais (en) (Portugal)
- Budget : 4,58 millions d'euros
- Pays d'origine :  France
- Langues originales : français et secondairement néerlandais
- Format : couleur - 1.85:1 - Dolby Digital
- Genre : comédie
- Durée : 87 minutes
- Dates de sortie :
  - Portugal : 4 octobre 2012 (Festa do Cinema Frances)
  - France : 16 janvier 2013

## Distribution
- Bernadette Lafont : Paulette Courtine
- Axelle Laffont : Agnès, la fille de Paulette et mère de Léo
- Jean-Baptiste Anoumon : Ousmane, le gendre de Paulette et père de Léo
- Ismaël Dramé : Léo, le petit-fils de Paulette (surnommé« Bamboula » par sa grand-mère)
- Carmen Maura : Maria, amie de Paulette
- Dominique Lavanant : Lucienne, amie de Paulette
- Françoise Bertin : Renée dite « Alzheimer », amie de Paulette
- André Penvern : Walter, le voisin de Paulette
- Paco Boublard : Vito, le dealer
- Priscilla Attal-Sfez : la copine de Vito
- Aymen Saïdi : Rachid
- Kamel Laadaili : Momo
- Pascal Nzonzi : le père Baptiste
- Lionnel Astier : Fred
- Mathias Melloul : Jérémy
- Philippe du Janerand : l'huissier de Justice
- Brigitte Boucher : la dame de l'ascenseur
- Fabrice Robert : le représentant en encyclopédies
- Miglen Mirtchev : Taras, le mafieux russe
- Cyril Long : le garde du corps de Taras
- Frédéric Saurel : le client guitariste
- Thomas Séraphine : le client architecte
- Juliandrée Bourque :la routarde québécoise
- Mahamadou Coulibaly : Idriss
- Soufiane Guerrab : Zak
- Sami Trabelsi : Pierrot
- Alexandre Aubry : Tit'Yves
- Schemci Lauth : le dealer du tunnel
- Marc Samuel : le vendeur de télévisions
- Patrick Boshart : le vieux Blanc acheteur
- Eddy de Pretto : Raphaël le jeune Blanc acheteur
- Ghassan El Hakim : le contrebassiste acheteur
- Naomie Winograd : Paulette Courtine jeune
- Gaëtan Gallier : Francis Courtine jeune
- Dominique Gras : Francis Courtine, le mari défunt de Paulette
- Bruno Hodebert : le fromager
- Elisabeth Capdeville : la femme du marché
- Betty Bayen : Debbie l'experte
- Robin Welch : Brian l'expert
- Lionel Ubeda : le maître-chien policier
- Alexandre Gavras : l'employé Télécom
- Christopher Tram : Kun, le restaurateur chinois
- Bing Yin : Chang
- Monika Ekiert : une fille de l'Est
- Andrea Hlavata : une fille de l'Est
- Sylvain Poully : le 2e garde du corps de Taras
- César Chabrol : le groom de l'hôtel de Deauville
- Philippe Jory : un retraité du casino
- Didier Diaz : un retraité du casino
- Rachel Khan : la journaliste au tribunal
- Fabrice Colson : un manifestant
- Yvonnick Muller : (non créditée)
- Morgan Priest : un des gothiques (non crédité)

## Remarques
- C'est l'avant-dernier film dans lequel joue la comédienne Bernadette Lafont, et le dernier sorti de son vivant.
- C'est également l'avant-dernier film de Françoise Bertin.
- Le film fait référence à Deauville et Amsterdam.
- Le tournage a eu lieu à Cabourg[1] et dans le département de la Seine-Saint-Denis[2], dont Bagnolet[3]

## Distinctions
- BIFEST - Bari International Film Festival 2013 : Meilleure actrice pour Bernadette Lafont[4],
- Nomination pour Bernadette Lafont aux Globes de Cristal 2014 de la meilleure actrice.

## Box-office
- Allemagne : 594 392 entrées[5]
- France : 1 035 257 entrées entrées[6]
- Monde : 1 826 808 entrées (10 pays)[7]